# Llista de topònims de Belianes
Llista de topònims (noms propis de lloc) del municipi de Belianes, a l'Urgell
Informació actualitzada per un bot. Els canvis manuals es perdran quan s'actualitzi!

## cabana
| imatge | Nom                    | Ubicat a | instància de | Detalls | coordenades                                                          | Protecció | Commons (més fotos) | Dades a WD                    |
| ------ | ---------------------- | -------- | ------------ | ------- | -------------------------------------------------------------------- | --------- | ------------------- | ----------------------------- |
|        | cabana del Ferrera     | Belianes | cabana       |         | 41° 33′ 46″ N, 0° 59′ 07″ E / 41.562824394029°N,0.98532866208923°E   |           |                     | Modifica les dades a Wikidata |
|        | cabana del Moliner     | Belianes | cabana       |         | 41° 33′ 26″ N, 0° 59′ 52″ E / 41.5573326468421°N,0.997773987451066°E |           |                     | Modifica les dades a Wikidata |
|        | cabana del Quetal      | Belianes | cabana       |         | 41° 34′ 15″ N, 0° 58′ 27″ E / 41.570736270741°N,0.97428866740497°E   |           |                     | Modifica les dades a Wikidata |
|        | cabana del Roio        | Belianes | cabana       |         | 41° 34′ 54″ N, 0° 59′ 05″ E / 41.581727905614°N,0.9847409643696°E    |           |                     | Modifica les dades a Wikidata |
|        | cabana del Segarra     | Belianes | cabana       |         | 41° 34′ 40″ N, 0° 59′ 56″ E / 41.5778693160468°N,0.998890826572802°E |           |                     | Modifica les dades a Wikidata |
|        | cobert de Cal Fideuer  | Belianes | cabana       |         | 41° 33′ 30″ N, 1° 01′ 04″ E / 41.5583084393097°N,1.01769733289029°E  |           |                     | Modifica les dades a Wikidata |
|        | el Pati de Ca l'Anxolí | Belianes | cabana       |         | 41° 33′ 32″ N, 1° 01′ 11″ E / 41.5588003879809°N,1.01958892224693°E  |           |                     | Modifica les dades a Wikidata |
|        | el Pati de Cal Coc     | Belianes | cabana       |         | 41° 33′ 34″ N, 1° 01′ 12″ E / 41.5594088885568°N,1.01988211660065°E  |           |                     | Modifica les dades a Wikidata |
|        | el Pati del Peralta    | Belianes | cabana       |         | 41° 33′ 33″ N, 1° 01′ 12″ E / 41.5591496895361°N,1.01999795457233°E  |           |                     | Modifica les dades a Wikidata |
|        | era de la Polònia      | Belianes | cabana       |         | 41° 33′ 34″ N, 1° 00′ 49″ E / 41.5595707930775°N,1.01360561160284°E  |           |                     | Modifica les dades a Wikidata |
|        | era del Canela         | Belianes | cabana       |         | 41° 34′ 24″ N, 1° 00′ 33″ E / 41.5732390710277°N,1.00921672883759°E  |           |                     | Modifica les dades a Wikidata |
|        | era del Capellades     | Belianes | cabana       |         | 41° 33′ 59″ N, 1° 00′ 25″ E / 41.5664873741297°N,1.00680965340962°E  |           |                     | Modifica les dades a Wikidata |
|        | era del Conti          | Belianes | cabana       |         | 41° 33′ 49″ N, 1° 00′ 48″ E / 41.5636736029358°N,1.01335999129891°E  |           |                     | Modifica les dades a Wikidata |
|        | era del Jaumardo       | Belianes | cabana       |         | 41° 34′ 00″ N, 1° 00′ 28″ E / 41.5665663888563°N,1.00773066953934°E  |           |                     | Modifica les dades a Wikidata |
|        | era del Josa           | Belianes | cabana       |         | 41° 33′ 54″ N, 1° 01′ 01″ E / 41.5649434048077°N,1.01700277999205°E  |           |                     | Modifica les dades a Wikidata |
|        | era del Magí           | Belianes | cabana       |         | 41° 33′ 37″ N, 1° 00′ 49″ E / 41.5604067303136°N,1.01350805316445°E  |           |                     | Modifica les dades a Wikidata |
|        | era del Marxantet      | Belianes | cabana       |         | 41° 34′ 21″ N, 1° 00′ 37″ E / 41.5724993110184°N,1.01018696922081°E  |           |                     | Modifica les dades a Wikidata |
|        | era del Moix           | Belianes | cabana       |         | 41° 33′ 48″ N, 1° 01′ 02″ E / 41.5633778929585°N,1.01709863148333°E  |           |                     | Modifica les dades a Wikidata |
|        | era del Pubill         | Belianes | cabana       |         | 41° 33′ 50″ N, 1° 00′ 57″ E / 41.5639216418252°N,1.0157268693814°E   |           |                     | Modifica les dades a Wikidata |
|        | era del Ton Amorós     | Belianes | cabana       |         | 41° 33′ 31″ N, 1° 01′ 14″ E / 41.5584744158139°N,1.02053419990784°E  |           |                     | Modifica les dades a Wikidata |
|        | era del Xec            | Belianes | cabana       |         | 41° 33′ 47″ N, 1° 00′ 45″ E / 41.5630838041145°N,1.01258658112484°E  |           |                     | Modifica les dades a Wikidata |
|        | era del Xut            | Belianes | cabana       |         | 41° 33′ 29″ N, 1° 01′ 14″ E / 41.557997311061°N,1.0205487636661°E    |           |                     | Modifica les dades a Wikidata |

## casa
| imatge | Nom         | Ubicat a | instància de | Detalls                                                              | coordenades                                                                                   | Protecció                                  | Commons (més fotos)    | Dades a WD                    |
| ------ | ----------- | -------- | ------------ | -------------------------------------------------------------------- | --------------------------------------------------------------------------------------------- | ------------------------------------------ | ---------------------- | ----------------------------- |
|        | cal Josa    | Belianes | casa         | Estil: arquitectura gòtica arquitectura del Renaixement 16th century | 41° 33′ 40″ N, 1° 01′ 05″ E / 41.561217°N,1.018023°E ca:Carrer Major, 13, Belianes 375 msnm   | bé integrant del patrimoni cultural català | Cal Josa               | Modifica les dades a Wikidata |
|        | cal Massot  | Belianes | casa         | Estil: arquitectura popular 16th century                             | 41° 33′ 40″ N, 1° 01′ 05″ E / 41.561086°N,1.018018°E ca:Carrer Major, 16, Belianes 375 msnm   | bé integrant del patrimoni cultural català | Cal Massot             | Modifica les dades a Wikidata |
|        | cal Roc     | Belianes | casa         | Estil: arquitectura gòtica arquitectura del Renaixement 16th century | 41° 33′ 42″ N, 1° 01′ 01″ E / 41.561804°N,1.017068°E ca:Carrer de Baix, 26, Belianes 372 msnm | bé integrant del patrimoni cultural català | Cal Roc (Belianes)     | Modifica les dades a Wikidata |
|        | casa Pubill | Belianes | casa         | Estil: arquitectura popular 15th century                             | 41° 33′ 40″ N, 1° 01′ 04″ E / 41.561025°N,1.017774°E ca:Carrer Major, 14, Belianes 375 msnm   | bé integrant del patrimoni cultural català | Casa Pubill (Belianes) | Modifica les dades a Wikidata |
|        | casa Renyé  | Belianes | casa         | Estil: arquitectura popular 15th century                             | 41° 33′ 39″ N, 1° 01′ 03″ E / 41.560918°N,1.0175°E ca:Carrer Major, 12, Belianes 375 msnm     | bé integrant del patrimoni cultural català | Casa Renyé             | Modifica les dades a Wikidata |

## masia
| imatge | Nom                 | Ubicat a | instància de | Detalls | coordenades                                                          | Protecció | Commons (més fotos) | Dades a WD                    |
| ------ | ------------------- | -------- | ------------ | ------- | -------------------------------------------------------------------- | --------- | ------------------- | ----------------------------- |
|        | Cal Sabata          | Belianes | masia        |         | 41° 33′ 44″ N, 1° 00′ 29″ E / 41.562321122609°N,1.0081288883188°E    |           |                     | Modifica les dades a Wikidata |
|        | Casa de l'Ouaire    | Belianes | masia        |         | 41° 34′ 27″ N, 1° 00′ 22″ E / 41.5742485123252°N,1.00613918926148°E  |           |                     | Modifica les dades a Wikidata |
|        | Torre Mora          | Belianes | masia        |         | 41° 34′ 54″ N, 0° 58′ 39″ E / 41.5816374244156°N,0.977470313654232°E |           |                     | Modifica les dades a Wikidata |
|        | Torre de la Planeta | Belianes | masia        |         | 41° 34′ 24″ N, 1° 00′ 19″ E / 41.5733404784593°N,1.00519560598088°E  |           |                     | Modifica les dades a Wikidata |

## muntanya
| imatge | Nom                | Ubicat a | instància de | Detalls | coordenades                                                         | Protecció | Commons (més fotos) | Dades a WD                    |
| ------ | ------------------ | -------- | ------------ | ------- | ------------------------------------------------------------------- | --------- | ------------------- | ----------------------------- |
|        | Tossal de la Pleta | Belianes | muntanya     |         | 41° 33′ 58″ N, 0° 59′ 00″ E / 41.56623333°N,0.98346306°E 351.8 msnm |           |                     | Modifica les dades a Wikidata |
|        | Turó de Puig-roig  | Belianes | muntanya     |         | 41° 33′ 40″ N, 0° 59′ 50″ E / 41.56112778°N,0.99710833°E 357.4 msnm |           |                     | Modifica les dades a Wikidata |

## serra
| imatge | Nom                | Ubicat a              | instància de | Detalls | coordenades                                                         | Protecció | Commons (més fotos) | Dades a WD                    |
| ------ | ------------------ | --------------------- | ------------ | ------- | ------------------------------------------------------------------- | --------- | ------------------- | ----------------------------- |
|        | Serra de Cansabous | Belianes              | serra        |         | 41° 33′ 08″ N, 1° 00′ 11″ E / 41.552132°N,1.003044°E                |           |                     | Modifica les dades a Wikidata |
|        | Serra de Montplà   | Arbeca Belianes Maldà | serra        |         | 41° 33′ 01″ N, 0° 59′ 12″ E / 41.55019444°N,0.98655556°E 383.8 msnm |           |                     | Modifica les dades a Wikidata |

## Misc
| imatge | Nom                         | Ubicat a                                                                                        | instància de                                   | Detalls                                  | coordenades                                                                                           | Protecció                                  | Commons (més fotos)                                        | Dades a WD                    |
| ------ | --------------------------- | ----------------------------------------------------------------------------------------------- | ---------------------------------------------- | ---------------------------------------- | --- | ------------------------------------------ | ---------------------------------------------------------- | ----------------------------- |
|        | Ajuntament de Belianes      | Belianes                                                                                        | casa consistorial                              | Estil: gòtic tardà                       | 41° 33′ 42″ N, 1° 01′ 04″ E / 41.5618°N,1.01765°E 372 msnm                                            | bé cultural d'interès nacional             | Casa Ajuntament de Belianes                                | Modifica les dades a Wikidata |
|        | Bellanes                    | Belianes                                                                                        | entitat singular de població capital municipal | 518 hab                                  | 41° 33′ 37″ N, 1° 00′ 58″ E / 41.56025°N,1.01602°E 367 msnm                                           |                                            |                                                            | Modifica les dades a Wikidata |
|        | Cases dels Eixaders         | Belianes                                                                                        | nucli de població                              |                                          | 41° 35′ 18″ N, 0° 59′ 39″ E / 41.588196877785°N,0.99413705918273°E                                    |                                            |                                                            | Modifica les dades a Wikidata |
|        | Granja Era del Fana         | Belianes                                                                                        | granja                                         |                                          | 41° 33′ 52″ N, 1° 00′ 50″ E / 41.5644857528446°N,1.01397070312558°E                                   |                                            |                                                            | Modifica les dades a Wikidata |
|        | La Pleta                    | Belianes                                                                                        | vèrtex geodèsic                                | Alt: 1.2m                                | 41° 33′ 58″ N, 0° 59′ 01″ E / 41.56623°N,0.983483°E 352.821 msnm                                      |                                            |                                                            | Modifica les dades a Wikidata |
|        | Molí del Falguera           | Belianes                                                                                        | molí d'aigua                                   | Estil: arquitectura popular              | 41° 34′ 12″ N, 1° 00′ 49″ E / 41.57005°N,1.01358°E                                                    | bé integrant del patrimoni cultural català | Molí del Falguera                                          | Modifica les dades a Wikidata |
|        | Sant Jaume de Belianes      | Belianes                                                                                        | església                                       | Estil: gòtic tardà                       | 41° 33′ 41″ N, 1° 01′ 03″ E / 41.561408°N,1.017475°E 372 msnm                                         | bé integrant del patrimoni cultural català | Sant Jaume de Belianes                                     | Modifica les dades a Wikidata |
|        | Secans de Belianes-Preixana | Tàrrega Vilagrassa Preixana Sant Martí de Riucorb Belianes Arbeca Vilanova de Bellpuig Bellpuig | àrea protegida Pla d'Espais d'Interès Natural  | 1992 Superfície: 6505 6523.26765ha       | 41° 35′ 24″ N, 1° 01′ 16″ E / 41.59°N,1.021°E                                                         |                                            | Secans de Belianes-Preixana (Special Area of Conservation) | Modifica les dades a Wikidata |
|        | cementiri de Belianes       | Belianes                                                                                        | cementiri                                      | Estil: arquitectura barroca 17th century | 41° 34′ 03″ N, 1° 00′ 51″ E / 41.567459°N,1.014277°E ca:Carretera de Bellpuig, Belianes 354 msnm      | bé integrant del patrimoni cultural català | Cementiri de Belianes                                      | Modifica les dades a Wikidata |
|        | poblat ibèric de la Pleta   | Belianes                                                                                        | edifici històric despoblat poblat ibèric       |                                          | 41° 34′ 02″ N, 0° 58′ 51″ E / 41.5673329997333°N,0.980950883528005°E                                  |                                            |                                                            | Modifica les dades a Wikidata |
|        | riu Corb                    | Noguera Segrià Conca de Barberà Pla d'Urgell Urgell província de Lleida                         | curs d'aigua                                   | Desemboca: Segre Llarg: 57km             | 41° 40′ 41″ N, 0° 42′ 45″ E / 41.678°N,0.71242°E 41° 32′ 33″ N, 1° 21′ 21″ E / 41.542506°N,1.355713°E |                                            | Corb River                                                 | Modifica les dades a Wikidata |